# Очистить территорию
Очистить территорию (англ. Away All Boats) — американский фильм 1956 года режиссера Джозефа Певни.

## Сюжет
История американского корабля «Белинда» (АПА-22), спущенного на воду в конце 1943 года с капитаном регулярного флота Джебедией С. Хоуксом и бывшим капитаном торгового флота лейтенантом Дейвом Макдугаллом в качестве командира десантных лодок. Несмотря на личные трения, у этих двоих есть много дел, с которыми можно иметь дело как с единственными опытными офицерами на борту во время боевых действий. Почти смехотворная некомпетентность постепенно улучшается, но экипаж остается далек от совершенства, когда корабль видит действия, высаживающие войска на вражеские плацдармы. И мало кто предвидит те трудности, которые ждут на Окинаве.

## В ролях
- Джефф Чандлер — Джебедия Хоук
- Джордж Нейдер — Дейв Макдугал
- Лекс Баркер — коммандер Куигли
- Джули Адамс — Надин Макдугал
- Кит Эндес — доктор Белл
- Уильям Рейнольдс — Крюгер
- Ричард Бун — лейтенант Фрейзер
- Чарльз Макгроу — лейтенант Майк О’Бэннон